# 5. корпус Војске Републике Српске
Пети корпус Војске Републике Српске је био мирнодопска формација Војске Републике Српске. Основан је указом председника Републике Српске 31. јануара 1997. године. Пети корпус Војске Републике Српске је био састављен од Сарајевско-романијског корпуса и дијелова Дринског корпуса и Херцеговачког корпуса Војске Републике Српске. Командант корпуса је био Драган Јосиповић.У састав овога корпуса су 2002. године ушли и Трећи корпус Војске Републике Српске и Седми корпус Војске Републике Српске.